# Уилсон, Стэнли
Стэнли Уилсон (англ. Stanley Wilson; род. 21 августа 2006, Накуру) — кенийский футболист, полузащитник «Кариобанги Шаркс» и национальной сборной Кении.

## Клубная карьера
Занимался футболом в клубе «Дараджани Гого», откуда летом 2023 года перешёл в «Кариобанги Шаркс». Дебютировал за клуб 26 августа в матче первого тура с командой кенийской полиции. По итогам матча попал в сборную тура. 17 сентября во встрече c «КБК» забил свой первый гол.
В январе 2024 года проходил просмотр в шведском АИК. По итогам просмотра клуб решил подписать с Уилсоном контракт после достижения игроком совершеннолетия.

## Карьера в сборной
Выступал за юношескую сборную Кении до 18 лет, был капитаном сборной до 20 лет на товарищеском турнире в Малави.
В сентябре 2023 года впервые был вызван в национальную сборную Кении на товарищеские матчи с Катаром и Южным Суданом. В июне 2024 года в составе сборной участвовал в Кубке КОСАФА. Дебютировал за сборную в матче группового этапа с Коморами, появившись на поле в середине второго тайма.

## Статистика в сборной
| Матчи и голы Стэнли Уилсона за национальную сборную Кении | Матчи и голы Стэнли Уилсона за национальную сборную Кении | Матчи и голы Стэнли Уилсона за национальную сборную Кении | Матчи и голы Стэнли Уилсона за национальную сборную Кении | Матчи и голы Стэнли Уилсона за национальную сборную Кении | Матчи и голы Стэнли Уилсона за национальную сборную Кении |
| №                                                         | Дата                                                      | Оппонент                                                  | Счёт                                                      | Голы                                                      | Соревнование                                              |
| --------------------------------------------------------- | --------------------------------------------------------- | --------------------------------------------------------- | --------------------------------------------------------- | --------------------------------------------------------- | --------------------------------------------------------- |
| 1                                                         | 30 июня 2024                                              | Коморы                                                    | 0:2                                                       | 0                                                         | Кубок КОСАФА 2024                                         |

Итого:1 матч и 0 голов; 0 побед, 0 ничьих, 1 поражение.